# Феклистово (Ленинградская область)
Феклистово (фин. Iisakkala) — деревня в Красноборском городском поселении Тосненского района Ленинградской области.

## История
Деревня Феклистово (первоначально Тресвятское) в 1771 году принадлежала прапорщику лейб-гвардии Семёновского полка Андрею Дмитриевичу Вындомскому. В 1800 году деревню купил обер-шталмейстер Двора его Императорского Величества Василий Иванович Марков. После его смерти имение перешло к его супруге — Анне Ивановне, а затем к их сыну — генерал-лейтенанту Ивану Васильевичу Маркову.
На карте Санкт-Петербургской губернии Ф. Ф. Шуберта 1834 года обозначена деревня Феклистова Трисвяцкая.

ТРЕСВЯТСКАЯ — мыза принадлежит Маркову, генерал-майору с братьями, число жителей по ревизии: нет (1838 год)

В пояснительном тексте к этнографической карте Санкт-Петербургской губернии П. И. Кёппена 1849 года она записана как деревня Isakkala (Тресвятское, Феклистово) и указано количество её жителей на 1848 год: савакотов — 36 м. п., 41 ж. п., всего 77 человек.
По духовному завещанию от Марковых деревня перешла к полковнику лейб-гвардии Уланского полка фон дер Фельдену.

ТРЕСВЯТСКОЕ — деревня полковника фон-дер-Флидель, по просёлочной дороге, число дворов — 10, число душ — 29 м. п. (1856 год)

Согласно «Топографической карте частей Санкт-Петербургской и Выборгской губерний» 1860 года деревня Феклистова насчитывала 12 дворов.

ФЕКЛИСТОВО (ТРЕСВЯТСКАЯ) — деревня владельческая при колодцах, число дворов — 9, число жителей: 20 м. п., 24 ж. п.

ТРЕСВЯТСКАЯ — мыза владельческая при колодцах, число дворов — 1, число жителей: 51 м. п., 6 ж. п. (1862 год)

В 1865 году деревня была куплена художником-баталистом князем В. Н. Максутовым. В 1870 году временнообязанные крестьяне деревни выкупили свои земельные наделы у князя и стали собственниками земли.

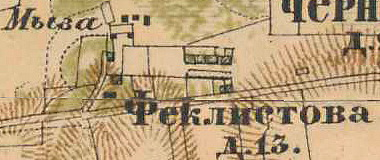
План деревни Феклистово. 1885 год

В 1885 году деревня Феклистова насчитывала 13 дворов, на северной окраине деревни располагалась мыза.
Согласно материалам по статистике народного хозяйства Царскосельского уезда 1888 года мыза Тресвятское (Феклистово) принадлежала княгине С. И. Максутовой, мыза была приобретена до 1868 года.
В конце XIX — начале XX века деревня административно относилась к Ижорской волости 1-го стана Царскосельского уезда Санкт-Петербургской губернии. По приходским данным население деревни было исключительно финским.
По данным «Памятной книжки Санкт-Петербургской губернии» за 1905 год деревня называлась Феклистово (Тресвятское), мыза Феклистово площадью 128 десятин принадлежала княгине Софии Ивановне Максутовой.
К 1913 году количество дворов в деревне Феклистово уменьшилось до 11.
С 1917 по 1922 год деревня Феклистово входила в состав Чернышевского сельсовета Ижорской волости Детскосельского уезда.
С 1922 года в составе Степановского сельсовета.
С 1923 года в составе Ульяновской волости Троцкого уезда.
С 1924 года в составе Мишкинского сельсовета.
Согласно данным переписи населения СССР 1926 года в деревне Феклистово проживал 141 человек — финны и русские.
С февраля 1927 года в составе Ленинградского уезда. С августа 1927 года в составе Колпинского района Ленинградской области.
В 1928 году население деревни Феклистово составляло 100 человек.
С 1930 года в составе Тосненского района.
По данным 1933 года деревня Феклистово входила в состав Мишкинского сельсовета Тосненского района.

План деревни Феклистово. 1941 год

Согласно топографической карте РККА 1941 года деревня насчитывала 29 дворов.
С 1 сентября 1941 года по 31 декабря 1943 года деревня находилась в оккупации.
С 1945 года в составе Красноборского поссовета.
С 1 февраля 1963 года Красноборский поселковый совет был подчинён Тосненскому горсовету.
По данным 1966, 1973 и 1990 годов деревня Феклистово также входила в состав Красноборского поссовета.
В 1997 году в деревне Феклистово Красноборского городского поселения проживали 7 человек, в 2002 году — 43 человека (русские — 93 %), в 2007 году — 7.

## География
Деревня расположена в северо-западной части района, к северу от административного центра поселения посёлка Красный Бор на автодороге 41К-173 (Ям-Ижора — Никольское) «Никольское шоссе».
Расстояние до административного центра поселения — 2,5 км.

## Демография
| 1862 | 2007 | 2010 | 2017 |
| ---- | ---- | ---- | ---- |
| 44   | ↘7   | ↗16  | →16  |